# آر.دی. راجاسکار
آر. دی. راجاسکار (انگلیسی: R. D. Rajasekhar) فیلم‌بردار اهل هند است.
وی همچنین برندهٔ جوایزی همچون جایزه فیلم‌فیر جنوب شده‌است.

## فیلم‌شناسی
- ریتم
- سرخ
- خوشحال
- بیلا ۲
- پادشاه
- برای محافظت
- رعد و برق
- برابر ماه زیبا ۲
- شهروند